# What Do I Call You (canção)
"What Do I Call You" é uma canção gravada pela cantora sul-coreana Taeyeon para seu quarto extended play (EP) de mesmo nome. Tendo sido lançada como a sua faixa-título em 15 de dezembro de 2020, através da SM Entertainment. As letras foram escritas por Kenzie, enquanto sua composição ficou a cargo de Linnea Södahl, Caroline Pennell e David Pramik, este último também é responsável pelo seu arranjo.  

## Antecedentes e lançamento
Em 3 de dezembro de 2020, foi anunciado que Taeyeon lançaria um EP intitulado What Do I Call You e sua respectiva faixa-título sob o mesmo nome. A canção é descrita como um R&B-pop que se caracteriza por uma melodia minimalista e rítmica, sendo criada por instrumentos únicos. Suas letras referem-se a uma garota com sentimentos persistentes por alguém depois de um rompimento.
"What Do I Call You" e seu vídeo musical correspondente, foram lançados em 15 de dezembro de 2020. A sua produção inspirou-se no filme Eternal Sunshine of the Spotless Mind, de 2004, com Taeyeon tentando esquecer as memórias de uma pessoa.

## Promoção
Em 23 de dezembro de 2020, Taeyeon gravou uma apresentação ao vivo da canção. A seguir, em 1 de janeiro de 2021, ela apresentou "What Do I Call You" ao vivo pela primeira vez, durante o concerto online SM Town Live Culture Humanity.

## Recepção
| Ano  | Premiação               | Categoria                                  | Resultado | Ref.   |
| ---- | ----------------------- | ------------------------------------------ | --------- | ------ |
| 2022 | Gaon Chart Music Awards | Artista do Ano - Música digital (Dezembro) | Venceu    | [ 10 ] |

| Programa | Emissora | Data                   | Ref.          |
| -------- | -------- | ---------------------- | ------------- |
| Inkigayo | SBS      | 27 de dezembro de 2020 | [ 11 ] [ 12 ] |

## Desempenho nas paradas musicais
Na Coreia do Sul, "What Do I Call You" estreou em seu pico de número catorze pela tabela Gaon Digital Chart, na semana referente a 13 a 19 de dezembro de 2020. Em suas tabelas componentes, a canção estreou em seu pico de número quatro pela Gaon Download Chart e de número 23 pela Gaon Streaming Chart, na mesma semana de referência. Mais tarde, a canção posicionou-se em número 62 em sua respectiva tabela mensal de dezembro de 2020, atingindo seu pico de 46 em janeiro de 2021. Pela Billboard K-pop Hot 100, "What Do I Call You" estreou em número quarenta na semana correspondente a 26 de dezembro de 2020, subindo para número quinze na semana seguinte.
| Parada musical (2020–2021)              | Melhor posição |
| --------------------------------------- | -------------- |
| Coreia do Sul (Gaon Digital Chart)      | 14             |
| Coreia do Sul (Billboard K-pop Hot 100) | 15             |

| Parada musical (2021)              | Posição |
| ---------------------------------- | ------- |
| Coreia do Sul (Gaon Digital Chart) | 155     |

## Créditos e pessoal
A elaboração de "What Do I Call You" atribui os seguintes créditos adaptados do encarte do EP What Do I Call You.
Produção
- SM Yellow Tail Studio – gravação por Minji Noh
- SM SSAM Studio – edição digital por Kang Eunji
- SM Blue Ocean Studio – mixagem por Kim Chul-soon
- SM LVYIN Studio – engenharia de mixagem por Lee Ji-hong

Pessoal
- Taeyeon – vocais, vocais de apoio
- Kenzie – letras em coreano, direção
- Linnea Södahl – composição
- Caroline Pennell  – composição, vocais de apoio
- David Pramik – composição, arranjo

## Histórico de lançamento
| Região        | Data                   | Formato                       | Gravadora  | Ref.   |
| ------------- | ---------------------- | ----------------------------- | ---------- | ------ |
| Coreia do Sul | 15 de dezembro de 2020 | CD download digital streaming | SM Dreamus | [ 22 ] |
| Mundo         | 15 de dezembro de 2020 | CD download digital streaming | SM         | [ 23 ] |